# Сражение при Бичи-Хед
Сражение при Бичи-Хэд (англ. Battle of Beachy Head) — морское сражение между французским флотом (70 линейных кораблей, 4600 орудий) под командованием де Турвиля и объединённым англо-голландским флотом (63 линейных корабля, 3850 орудий) состоявшееся 10 июля 1690 года у мыса Бичи-Хед, в Ла-Манше, во время войны Аугсбургской лиги. 

## Перед сражением
Французский адмирал Турвиль получил приказ уничтожить флот противника и подготовиться к высадке в Англии. 23 июня 1690 года французский флот вышел из Бреста. В его состав входило около 70 линейных кораблей и 18 огневых кораблей (кораблей, готовых поджигать корабли противника). Это был самый сильный флот, который когда-либо посылала Франция.
Оснащение англичан и голландцев началось поздно и их корабли были рассеяны. Поэтому союзный флот был значительно слабее. Союзники имели 57 линейных кораблей и 11 брандеров. Из них 22 корабля принадлежали голландцам, составившим авангард под командованием адмирала Корнелиса Эвертсена. Главнокомандующим был английский адмирал Артур Герберт, 1-й граф Торрингтон. Союзный флот был почти не подготовлен и узнал об их приближении лишь незадолго до столкновения с французами. Английский адмирал пытался уклониться от превосходящего противника на восток.
3 июля флоты впервые имели визуальный контакт. Однако отсутствие ветра помешало бою на несколько дней. Поскольку в Лондоне совершенно неверно оценили силу противника, флот получил приказ 9 июля атаковать французский флот и вытеснить его из английских вод.

## Ход сражения
10 июля подул попутный северо-восточный ветер, и английский адмирал приказал сформировать килевую линию и двигаться навстречу французскому флоту. Оба флота были разделены на три эскадры: авангардную, центральную и арьергардную. Эскадрильи союзников атаковали своих коллег на французской стороне.
Голландский адмирал Эвертсен подвел свою эскадру вплотную к противнику для ведения ближнего боя и в 9 часов утра открыл огонь. Арьергард последовал за ним в 9:30 утра. Однако средняя эскадра под командованием английского адмирала лорда Торрингтона держалась на расстоянии от противника, что создавало разрыв между ней и двумя другими эскадрами. Позже он также держался подальше от соперника. Английский адмирал позже был привлечен к ответственности за скрытность, но оправдан.
В бою между двумя арьергардными эскадрами 23 французских корабля столкнулись с 13 английскими кораблями. Бой сложился для англичан вполне благополучно, так как некоторые французские корабли получили серьезные повреждения и вышли из боя. Передовые эскадрильи были одинаково сильными, по 22 корабля в каждой. Однако голландский флот уже сильно пострадал при приближении, а также был атакован кораблями средней эскадры. Они проехали вышеупомянутую брешь и смогли атаковать голландцев сзади. Лишь с трудом голландскому адмиралу удалось спасти свой флот от полного уничтожения.
В 3 часа ночи ветер утих. Прилив закончился в 5 утра. Адмирал Эвертсен приказал бросить якоря с поднятыми парусами. Английские корабли также последовали этому примеру. Французы, видимо, не расслышали маневра и отошли из-за отливного течения. Когда они тоже бросили якорь, вражеский флот был уже вне досягаемости огня.

## Результаты
В ходе ожесточенного сражения французский флот одержал неоспоримую победу над объединёнными союзными флотами, каждый из которых в то время имел высокую репутацию. Французский флот не потерял ни одного корабля. Потери союзников составили 16 сожженных линейных кораблей и 28 поврежденных. Несмотря на победу, французский флот позволил английскому и голландскому флоту спастись и уплыть на реку Темзу. В итоге, несмотря на победу, французы не смогли воспользоваться её плодами, и контроль над Ла-Маншем остался в итоге у англичан.